# グレアム・ボンド
グレアム・ボンド（Graham Bond、1937年10月28日 - 1974年5月8日）は、イングランドのロック/ブルースのミュージシャン兼ボーカリストであり、1960年代のイングランドにおけるリズム・アンド・ブルース・ブームの創始者と考えられている。
ボンドはシリル・デイヴィスやアレクシス・コーナーとともに「初期英国R&Bの重要人物だが過小評価されている」と評される革新者だった。ジャック・ブルース、ジョン・マクラフリン、ジンジャー・ベイカーは、彼のグループであるグレアム・ボンド・オーガニゼーションで初めて名声を博した。ボンドは1961年にイギリスのニュー・ジャズ・スターに選ばれている。彼はイギリスにおけるリズム・アンド・ブルースでハモンドオルガンとレスリー・スピーカーの組み合わせを使用した初期のユーザーであり、持ち運びのためにハモンドを「分割」したり、メロトロンを使用して録音を行った最初のロック・アーティストでもあった。そのため、後のロック・キーボーディストに大きな影響を与えている。ディープ・パープルのジョン・ロードは、「ハモンドオルガンについて私が知っている事の殆どは、彼が実践的に教えてくれたものです」と語っている。

## 略歴
ボンドはエセックス州ラムフォードで生まれた。彼はドクター・バーナード・ホームから引き取られ、東ロンドンのギデア・パークにあるロイヤル・リバティ・スクールで教育を受け、そこで音楽を学んだ。初めてのジャズのギグは、1960年のガウディ・チャールズ・クインテットとの共演で、彼はそこに1年間在籍した。その後、ドン・レンデル・クインテット（The Don Rendell Quintet）のメンバーとなってジャズ・サクソフォーン奏者として全国的な注目を集め、それからアレクシス・コーナーズ・ブルース・インコーポレイテッドに短期間参加した後、コーナーのグループで出会ったジンジャー・ベイカー（ドラム）、ジャック・ブルース（ダブルベース）、ジョン・マクラフリン（ギター）とグレアム・ボンド・カルテット（The Graham Bond Quartet）を結成し、ハモンドオルガンをメイン楽器として採用。その後、カルテットはグレアム・ボンド・オーガニゼーション（GBO）となり、マクラフリンはディック・ヘクストール＝スミス（サクソフォーン）と交代した。1965年10月にリリースされたアルバム『ゼアズ・ア・ボンド・ビトゥウィーン・アス』は、メロトロンを使用したロック音楽の最初の録音と考えられている。
GBOはボンドをはじめメンバーの薬物乱用とベイカーとブルースの絶え間ない口論という問題に悩まされていた。ボンドは自分の状態が悪化した為にGBOの運営をベイカーに託し、ベイカーはその権限を利用してブルースを解雇した。GBOはトリオとなって成功からは遠ざかったものの存続することとなった。ベイカーはその後すぐに脱退して自分のバンドを始め、GBOはジョン・ハイズマン（ドラム）を加えたトリオとして活動を続けたが、ボンドの精神及び肉体の健康は悪化し続け、GBOは結局1967年に解散した。GBOが商業的に成功しなかったのは、一般に「（ボンドが）商業的に成功するためのニッチなものを見つけることができなかった。一部のジャズ・ファンはボンドのバンドが騒々しくてロックを基にしすぎていると考えたが、ポップスの聴衆はその音楽が複雑でジャズすぎると感じていた」ことが原因であると考えられている。ヘクストール＝スミスとハイズマンはコロシアムを結成し、最初のアルバムにボンドの曲「Walkin' in the Park」を録音した。ジョン・スティールによれば、1960年代の同時期に、ボンドはニューカッスルのクラブ・ア・ゴーゴーで演奏する無名のロック・バンドを見て、彼等にジ・アニマルズという名前を付けたという。
GBOの解散後もボンドは精神障害を示し続けた。躁状態や重度のうつ病の時期があり、病状は薬物の大量使用でさらに悪化していった。彼はアメリカに渡り、『ラヴ・イズ・ザ・ロウ』(1968年）と『マイティ・グレアム・ボンド』（1969年）の2枚のアルバムをレコーディングし、そのなかでハーヴェイ・マンデルやドクター・ジョンらとのセッション・ワークを行ったが、1969年にはイギリスへと戻った。その後、彼は魔術への興味を共有していた新妻のダイアン・スチュワート（Diane Stewart）とともにグレアム・ボンド・イニシエーション（Graham Bond Initiation）を結成した。そして1970年にはホーリー・マジック（Holy Magick）を結成して『ホーリー・マジック』と『ウィー・プット・アワ・マジック・オン・ユー』をレコーディングした。また昔のバンド・メンバーと再会し、ジンジャー・ベイカーズ・エアフォースでサクソフォーンを演奏し、ジャック・ブルース・バンドで短期間過ごした。同年にリリースされた『ソリッド・ボンド』は、グレアム・ボンド・カルテット（ボンド、マクラフリン、ブルース、ベイカー）によって1963年に録音されたライブ音源と、GBO（ボンド、ヘクストール＝スミス、ハイズマン）によって1966年に録音されたスタジオ・セッションを、編集してまとめた2枚組アルバムである。
1972年に彼はピート・ブラウンとチームを組んで『トゥー・ヘッズ・アー・ベター・ザン・ワン』をレコーディングした。また、1973年にはジョン・ダマー・バンドとアルバムをレコーディングしたが、これは2008年までリリースされなかった。バンドと結婚がほぼ同時に崩壊した後、ボンドはイギリスのフォーク歌手キャロラン・ペッグとベーシストのピート・マクベス（Pete Macbeth）とメイガス（Magus）を結成したが、録音を行わないまま1973年のクリスマス頃に解散した。同じ時期に、彼はアメリカのシンガーソングライター兼ギタリストのミック・リー（Mick Lee）を見出してライブで一緒に演奏したが、レコーディングは行わなかった。トラフィックのクリス・ウッドを参加させる計画があったが、ボンドの死によって実現しなかった。
ボンドの財政状況は混乱に陥り、彼のプライドは長年にわたる商業的成功の欠如と近々に起こったメイガスの終了によりひどく傷つけられていた。彼はキャリアを通じて重度の薬物嗜癖による発作に悩まされ、1973年1月には神経衰弱を起こして病院で過ごすようになった。ハリー・シャピロの伝記『The Mighty Shadow』によれば、彼はレフュジーのパトリック・モラーツの代役候補として考えられていたという。1974年5月8日、彼はロンドンのフィンズベリー・パーク駅にて、ピカデリー線を走る電車の車輪の下敷きとなり36歳で亡くなった。ほとんどの情報源は彼の死を自殺としている。友人達の見解は、彼は益々オカルトに憑りつかれて自分がアレイスター・クロウリーの息子であるとさえ信じていたものの麻薬をやめていた、という点で一致している。
2015年、彼の作品がドクター・ブギーのラジオ番組の2時間スペシャルで特集された。

## ディスコグラフィ

### リーダー・アルバム
- 『ラヴ・イズ・ザ・ロウ』 - Love Is the Law (1969年、Pulsar)
- 『マイティ・グレアム・ボンド』 - Mighty Grahame Bond (1969年、Pulsar)
- 『ソリッド・ボンド』 - Solid Bond (1970年、Warner Bros.)
- 『ホーリー・マジック』 - Holy Magick (1970年、Vertigo)
- 『ウィー・プット・アワ・マジック・オン・ユー』 - We Put Our Magick on You (1971年、Vertigo)
- This Is... Graham Bond - Bond In America (1971年、Philips) ※コンピレーション
- 『トゥー・ヘッズ・アー・ベター・ザン・ワン』 - Two Heads Are Better Than One (1972年、Chapter 1) ※with ピート・ブラウン
- 『ライヴ・アット・BBC・アンド・アザー・ストーリーズ』 - Live At The BBC And Other Stories (2015年、Repertoire) ※ライブ・コンピレーション。1962年-1972年録音

### グレアム・ボンド・オーガニゼーション
- 『ザ・サウンド・オブ '65』 - The Sound of '65 (1965年、Columbia)
- 『ゼアズ・ア・ボンド・ビトゥウィーン・アス』 - There's a Bond Between Us (1965年、Columbia)
- 『クルークス・クリーク』 - Live at Klooks Kleek (1988年、Decal) ※1964年録音。『Faces And Places Vol.4』として再発あり
- 『ウェイド・イン・ザ・ウォーター』 - Wade In The Water (Classics, Origins & Oddities) (2012年、Repertoire) ※コンピレーション

### 参加アルバム
- ドン・レンデル・ニュー・ジャズ・カルテット : 『ローリン』 - Roarin' (1961年、Jazzland)

## 書誌
- Bob Brunning (1986), Blues: The British Connection, London: Helter Skelter, 2002, ISBN 1-900924-41-2
- Bob Brunning, The Fleetwood Mac Story: Rumours and Lies Omnibus Press, 2004, foreword of B.B.King
- Dick Heckstall-Smith (2004), The Safest Place in the World: A personal history of British Rhythm and blues, Clear Books, ISBN 0-7043-2696-5  – First Edition: Blowing The Blues – Fifty Years Playing The British Blues
- Christopher Hjort, Strange brew: Eric Clapton and the British blues boom, 1965-1970, foreword by John Mayall, Jawbone (2007), ISBN 1-906002002
- Harry Shapiro, Alexis Korner: The Biography, Bloomsbury Publishing PLC, London 1997, Discography by Mark Troster
- Harry Shapiro, Graham Bond: The Mighty Shadow, Square One (UK), 1992
- Martyn Hanson: "Playing the Band – the musical life of Jon Hiseman". Temple Music, 2010. ISBN 9780956686305